# 西澤健治
西澤 健治（にしざわ けんじ）は、日本の作曲家、ピアニスト。日本童謡協会理事。

## 経歴
東京都出身。東京音楽大学付属高等学校ピアノ科卒業。
武蔵野音楽大学ピアノ科卒業。同大学院作曲科修了。

## 作品
作詞：西澤健治
- Wa-Ku-Wa-Ku
- With you ありがとう（横尾直美との共作）

作詞：人見敬子
- 生命が羽ばたくとき
- 太陽と大地の子供たち
- 千の月のアルペジオ
- ARUKI☆DASOU
- 約束の言葉はどうして
- 花丸ロックンロール
- ダイヤモンドの眠り
- みんなの世界
- 森が呼んでいる
- 方舟地球号は僕たちをのせて
- 生命の揺りかご
- あなたへのメッセージ
- 世界の子どものマーチ
- Take off!-夢に向かって-
- 生きるものたちの讃歌
- 大きな輪になろう

作詞：渡辺なつみ
- あした笑顔になあれ
- 夢の８分休符
- HUG☆POWER
- 虹の羽
- 地球は廻る

作詞：里乃塚玲央
- 人間っていいね！
- おはよう！
- 卒業〜ありがとう いつまでも〜
- クラスの星座
- キミに出会えてよかった
- 友だち〜心の名まえ
- きみの友だち
- 「さよなら」の前に
- 未来のつくり方
- ボクらの時代
- 記念日〜希望のバトン〜
- 心の道のり
- 輝く朝に
- 親友
- 風のひとり言
- 夢ひこうき
- 明日が待ってる
- 君よいま、風になれ
- 未来が見えてくる
- 夢があるから
- 夢のカレンダー
- きこえますか

作詞：大森祥子
- Let's Go! TAMAGO!!
- ともだち鏡
- 僕たちよ、風になれ
- 大好きって気持ち
- 小さな冒険者たち
- One Family
- きみがいる教室
- わたしニンゲン
- まっさらなパレット
- 毎日バースデー
- 挑戦のたまご

## 受賞
- 第9回日本童謡コンクール - グランプリ
- 第35回日本童謡賞（2005年） - 新人賞[3]